# Alfonso II di Provenza
Alfonso Berengario (Barcellona, 1180 – Palermo, febbraio 1209) fu principe d'Aragona, consorte dell'erede della contea di Forcalquier dal 1193 e conte di Provenza dal 1195 sino alla morte.

## Origine
Secondo la Ex Gestis Comitum Barcinonensium era il figlio maschio secondogenito del conte di Barcellona (la contea includeva quasi tutte le contee della Catalogna), re di Aragona (il regno includeva anche le contee di Sobrarbe e di Ribagorza) che aveva riunito i due domini nella Corona d'Aragona, conte di Provenza e conte di Rossiglione, Alfonso II il Casto e della sua seconda moglie Sancha di Castiglia, che, secondo le Crónicas navarras (Crónicas navarras) e le Ex Gestis Comitum Barcinonensium (Gesta comitum barchinonensium) era figlia del re di León e Castiglia Alfonso VII l'Imperatore e di Richenza di Polonia, figlia del principe di Polonia, duca di Cracovia e di Slesia, Ladislao II (fuggito da Cracovia, nel 1146), detto l'Esiliato (1105-1159) e di Agnese (Cristina) di Babenberg(1111–1157 figlia del Margravio d'Austria, Leopoldo III, e di Agnese di Waiblingen, figlia dell'imperatore, Enrico IV e sorellastra dell'imperatore, Corrado III e del duca Federico II di Svevia). Richenza era quindi la cugina dell'imperatore, Federico Barbarossa.
Alfonso II il Casto, secondo la Ex Brevi Historia Comitum Provinciæ e familia comitum Barcinonensium era figlio della regina d'Aragona e contessa di Sobrarbe e Ribagorza, Petronilla e del principe d'Aragona e conte di Barcellona, Gerona, Osona e Cerdagna, Raimondo Berengario IV che, secondo la Ex Brevi Historia Comitum Provinciæ e familia comitum Barcinonensium era figlio del conte di Barcellona, Gerona, Osona e Cerdagna, Raimondo Berengario III e della contessa di Provenza e Gévaudan, Dolce I, figlia primogenita del Visconte di Millau, di Gévaudan, e di Carlat, Gilberto I di Gévaudan e della Contessa di Provenza, Gerberga (come ci viene confermato dalle Note dell'Histoire Générale de Languedoc, Tome II), figlia secondogenita del conte di Provenza, Goffredo I e della moglie Stefania o Dolce (?- dopo il 1096, anno in cui Stefania fece una donazione per l'anima del figlio Bertrando), come viene riportato a pagina 529 delle Note dell'Histoire Générale de Languedoc, Tome II; secondo lo storico Szabolcs de Vajay, Stefania era viscontessa di Marsiglia, figlia del visconte di Marsiglia, Guglielmo II.

## Biografia
In un passo delle Crónicas navarras (Crónicas navarras), viene confermato che Alfonso era il maschio secondogenito, in quanto, elencando i figli di Alfonso II e della moglie Sancha, viene nominato per secondo (al yfant don Pedro, rey d'Aragón, et al marqués de Provença don Alfonso, et a don Ferrando, abbat de Mont aragón, et una filla que casaron en Ongría).
Anche le Ex Gestis Comitum Barcinonensium (Gesta comitum barchinonensium), citano i due figli maschi maggiori ed Alfonso è nominato per secondo e viene precisato che ebbe la contea di Provenza (habuit Ducatum Provinciæ).
Nel 1185, suo padre, Alfonso II il Casto, per porre fine alle lotte tra la contea di Provenza e la contea di Tolosa, tolse al proprio fratello (e zio di Alfonso II di Provenza), Sancho, la contea di Provenza e siglò la pace col il conte di Tolosa, Raimondo V.
Sancho venne però compensato con Contea del Rossiglione, mentre la contea di Provenza fu tenuta da Alfonso II il Casto, fino al 1195, anno in cui fu assegnata al suo figlio terzogenito (secondo maschio), Alfonso II di Provenza, al raggiungimento della maggior età. Anche le Ex Gestis Comitum Barcinonensium ci confermano che Alfonso II di Provenza divenne conte di Provenza.
Ci narra la Crónica de San Juan de la Peña, che, alla morte di Alfonso II il Casto, nel 1196, la contea di Provenza fu confermata ad Alfonso II di Provenza, mentre la corona d'Aragona andò al figlio primogenito di Alfonso II, Pietro II, secondo il volere del padre, espresso, nel testamento redatto quando, a Perpignano, contrasse la grave malattia, che lo portò alla morte.
Aveva tredici anni quando, nel 1193, secondo la Histoire générale des Alpes Maritimes ou Cottiènes par Marcellin Fornier, Continuation, Tome I, suo padre, Alfonso II il Casto, col trattato di Aix, concordò con il Conte di Forcalquier, Guglielmo IV d'Urgell il matrimonio tra Alfonso Berengario e la nipote di Guglielmo IV, l'erede della contea di Forcalquier, anche lei tredicenne, Garsenda di Sabran, figlia del Signore di Caylar e d'Ansouis, Raniero († dopo il 1209) appartenente alla famiglia de Sabran e di Garsenda di Forcalquier ( - prima del 1193), l'unica figlia del Conte di Forcalquier, Guglielmo IV d'Urgell e di Adelaide di Bezieres, di cui non si conoscono gli ascendenti. Il trattato prevedeva che Garsenda avrebbe ereditato la Contea di Forcalquier, mentre Alfonso Berengario avrebbe ereditato la contea di Provenza, nel 1195, al raggiungimento della maggior età. Il matrimonio fu celebrato, ad Aix-en-Provence nel luglio di quello stesso anno (1193). Il matrimonio è confermato dall'arcivescovo di Toledo, che fu anche storico, Rodrigo di Toledo nel suo De rebus Hispaniæ dove Garsenda è citata come nipote del conte di Forcalquier (neptem comitis Folocalquerii) e dalla Historia Comitum Provinciae. La Chronica Albrici Monachi Trium Fontium, anno 1213, invece cita Garsenda (neptem…comitis de Forcalcarie) attribuendogli erroneamente come marito lo zio di Alfonso II, Sancho.

Nel 1195, Alfonso Berengario, con la maggior età divenne il conte di Provenza, Alfonso II.
Nel maggio del 1199, il documento n° XVII delle Instrumenta della Gallia Christiana Novissima, Tome I, Aix, ci documenta di una donazione di Alfonso Berengario alla chiesa di Aix-en-Provence.
Nel 1204, secondo il III volume dello Spicilegium, Alfonso Berengario, il 15 giugno, a Montpellier, fu il testimone di nozze del fratello, il re della corona d'Aragona, Pietro II con Maria di Montpellier; il matrimonio è confermato dalla Chronica Albrici Monachi Trium Fontium, anno 1213.
Alfonso Berengario morì nel mese di febbraio 1209, a Palermo, dove era sbarcato il 2 febbraio, avendo accompagnato la sorella maggiore, Costanza (1179-1222), in Sicilia, per il matrimonio con il re di Sicilia, Federico II; Costanza, vedova, dal 1204, del re d'Ungheria, Emerico, senza figli, era tornata in Aragona ed il fratello Pietro II secondo la Crónica de San Juan de la Peña, era riuscito ad organizzare il matrimonio della sorella; il seguito del conte di Provenza, Alfonso Berengario, era costituito da nobili aragonesi, catalani e provenzali, più 400 lancieri che, dopo il matrimonio, sarebbero rimasti al servizio del re di Sicilia, ma, a causa di una epidemia, subito dopo l'arrivo a Palermo, il contingente che accompagnava Costanza, fu annientato.
Tra coloro che persero la vita vi fu anche Alfonso II di Provenza, che lasciò il titolo di conte di Provenza al figlio Raimondo Berengario, con la reggenza della moglie, Garsenda, che in quell'anno, nel mese di settembre avrebbe ereditato la contea di Forcalquier.

## Discendenza
Alfonso e Garsenda ebbero due figli: 
- Raimondo Berengario IV di Provenza[21] (1198-1245), conte di Provenza e di Forcalquier.
- Garsenda (?-1263), che sposò il visconte Guglielmo II di Béarn[26].

## Ascendenza
|                                      |                      |                         | Genitori                     |  |  | Nonni |  |  | Bisnonni                              |  |  | Trisnonni                            |  |
|                                      |                      |                         |                              |  |  |       |  |  | Raimondo Berengario III di Barcellona |  |  | Raimondo Berengario II di Barcellona |  |
|                                      |                      |                         |                              |  |  |       |  |  | Raimondo Berengario III di Barcellona |  |  | Raimondo Berengario II di Barcellona |  |
|                                      |                      | Matilde d'Altavilla     |                              |  |  |       |  |  | Raimondo Berengario III di Barcellona |  |  |                                      |  |
| Raimondo Berengario IV di Barcellona |                      |                         |                              |  |  |       |  |  | Raimondo Berengario III di Barcellona |  |  |                                      |  |
|                                      |                      | Dolce I di Provenza     | Gilbert I, conte di Gévaudan |  |  |       |  |  |                                       |  |  |                                      |  |
|                                      |                      | Dolce I di Provenza     | Gilbert I, conte di Gévaudan |  |  |       |  |  |                                       |  |  |                                      |  |
|                                      |                      | Dolce I di Provenza     | Gerberga di Provenza         |  |  |       |  |  |                                       |  |  |                                      |  |
| Alfonso II d'Aragona                 |                      | Dolce I di Provenza     |                              |  |  |       |  |  |                                       |  |  |                                      |  |
|                                      |                      | Ramiro II di Aragona    | Sancho Ramírez di Aragona    |  |  |       |  |  |                                       |  |  |                                      |  |
|                                      |                      | Ramiro II di Aragona    | Sancho Ramírez di Aragona    |  |  |       |  |  |                                       |  |  |                                      |  |
|                                      |                      | Ramiro II di Aragona    | Felicia di Roucy             |  |  |       |  |  |                                       |  |  |                                      |  |
| Petronilla di Aragona                |                      | Ramiro II di Aragona    |                              |  |  |       |  |  |                                       |  |  |                                      |  |
|                                      |                      | Agnese d'Aquitania      | Guglielmo IX d'Aquitania     |  |  |       |  |  |                                       |  |  |                                      |  |
|                                      |                      | Agnese d'Aquitania      | Guglielmo IX d'Aquitania     |  |  |       |  |  |                                       |  |  |                                      |  |
|                                      |                      | Agnese d'Aquitania      | Filippa di Tolosa            |  |  |       |  |  |                                       |  |  |                                      |  |
| Alfonso II di Provenza               |                      | Agnese d'Aquitania      |                              |  |  |       |  |  |                                       |  |  |                                      |  |
|                                      | Raimondo di Borgogna | Guglielmo I di Borgogna |                              |  |  |       |  |  |                                       |  |  |                                      |  |
|                                      | Raimondo di Borgogna | Guglielmo I di Borgogna |                              |  |  |       |  |  |                                       |  |  |                                      |  |
|                                      | Raimondo di Borgogna | Etiennette de Longuy    |                              |  |  |       |  |  |                                       |  |  |                                      |  |
| Alfonso VII di León                  | Raimondo di Borgogna |                         |                              |  |  |       |  |  |                                       |  |  |                                      |  |
|                                      |                      | Urraca I di León        | Alfonso VI di León           |  |  |       |  |  |                                       |  |  |                                      |  |
|                                      |                      | Urraca I di León        | Alfonso VI di León           |  |  |       |  |  |                                       |  |  |                                      |  |
|                                      |                      | Urraca I di León        | Costanza di Borgogna         |  |  |       |  |  |                                       |  |  |                                      |  |
| Sancha di Castiglia                  |                      | Urraca I di León        |                              |  |  |       |  |  |                                       |  |  |                                      |  |
|                                      |                      | Ladislao II l'Esiliato  | Boleslao III di Polonia      |  |  |       |  |  |                                       |  |  |                                      |  |
|                                      |                      | Ladislao II l'Esiliato  | Boleslao III di Polonia      |  |  |       |  |  |                                       |  |  |                                      |  |
|                                      |                      | Ladislao II l'Esiliato  | Zbyslava di Kiev             |  |  |       |  |  |                                       |  |  |                                      |  |
| Richenza di Polonia                  |                      | Ladislao II l'Esiliato  |                              |  |  |       |  |  |                                       |  |  |                                      |  |
|                                      |                      | Agnese di Babenberg     | Leopoldo III di Babenberg    |  |  |       |  |  |                                       |  |  |                                      |  |
|                                      |                      | Agnese di Babenberg     | Leopoldo III di Babenberg    |  |  |       |  |  |                                       |  |  |                                      |  |
|                                      |                      | Agnese di Babenberg     | Agnese di Waiblingen         |  |  |       |  |  |                                       |  |  |                                      |  |
|                                      |                      | Agnese di Babenberg     |                              |  |  |       |  |  |                                       |  |  |                                      |  |

### Fonti primarie
- (LA) Rerum Gallicarum et Francicarum Scriptores, tome XII..
- (LA) Monumenta Germaniae Historica, Scriptores, Tomus XXIII. URL consultato il 1º marzo 2020 (archiviato dall'url originale il 23 settembre 2015)..
- (LA) Cartoulaire de Marseille Saint-Victor Tome I..
- (LA) Monumenta Germaniae Historica, Scriptores, Tomus IX. URL consultato il 1º marzo 2020 (archiviato dall'url originale il 12 maggio 2013)..
- (LA) Monumenta Germaniae Historica, Scriptores, Tomus XIX. URL consultato il 1º marzo 2020 (archiviato dall'url originale il 14 ottobre 2013)..
- (LA) Rerum Gallicarum et Francicarum Scriptores, tomus XIX..

### Letteratura storiografica
- Michelangelo Schipa, L'Italia e la Sicilia sotto Federico II, in «Storia del mondo medievale», vol. V, 1999, pp. 153–197
- Paul Fournier, Il regno di Borgogna o d'Arles dall'XI al XV secolo, in «Storia del mondo medievale», vol. VII, 1999, pp. 383–410
- (FR) Gallia Christiana Novissima, Province d'Aix, Aix Arles Embrunes, parte I..
- (FR) Histoire générale des Alpes Maritimes ou Cottiènes par Marcellin Fornier, Continuation, Tome I..
- (ES) Crónica de San Juan de la Peña (PDF)..
- (FR) Histoire générale de Languedoc, Notes, tomus II..
- (FR) LA VASCONIE..